# 2022-es olasz labdarúgókupa-döntő
A 2022-es olasz labdarúgókupa-döntő a 75. döntő volt a Coppa Italia történetében. Helyszíne a római Olimpiai Stadion volt, ahol az Juventus és az Internazionale mérkőztek meg a kupagyőzelemért. A győztes jogot szerzett a 2022–2023-as Európa-liga sorozatban való indulásra és a 2022-es olasz Szuperkupán való részvételre. A Internazionale hosszabbítást követően 4–2-re nyert és ezzel 8. alkalommal hódította el a kupát.

## A csapatok
| Csapat         | Az ezt megelőző döntős szereplések évszámai, félkövérrel szedve a győztes évek |
| -------------- | --- |
| Juventus       | 20 (1937–38, 1941–42, 1958–59, 1959–60, 1964–65, 1972–73, 1978–79, 1982–83, 1989–90, 1991–92, 1994–95, 2001–02, 2003–04, 2011–12, 2014–15, 2015–16, 2016–17, 2017–18, 2019–20, 2020–21) |
| Internazionale | 13 (1938–39, 1958–59, 1964–65, 1976–77, 1977–78, 1981–82, 1999–00, 2004–05, 2005–06, 2006–07, 2007–08, 2009–10, 2010–11)                                                                |

## Út a döntőbe
| Juventus      | Juventus                             | Forduló                          | Internazionale | Internazionale                       |
| ------------- | ------------------------------------ | -------------------------------- | -------------- | ------------------------------------ |
| Ellenfél      | Végeredmény                          | 2021–2022-es olasz labdarúgókupa | Ellenfél       | Végeredmény                          |
| Sampdoria (H) | 4–1                                  | A legjobb nyolc közé jutásért    | Empoli (H)     | 3–2 (hu)                             |
| Sassuolo (H)  | 2–1                                  | Negyeddöntő                      | Roma (H)       | 2–0                                  |
| Napoli        | 1–0 (V), 2–0 (H) (3–0 összesítésben) | Elődöntő                         | Milan          | 0–0 (V), 3–0 (H) (3–0 összesítésben) |

## A mérkőzés
| 2022. május 11. 21:00 |

| Juventus                | 2–4 (h. u.)            | Internazionale                                                   |
| ----------------------- | ---------------------- | ---------------------------------------------------------------- |
| Sandro 50' Vlahović 52' | (0–1, 2–2) Jegyzőkönyv | Barella 7' Çalhanoğlu 80' (11-esből) Perišić 99' (11-esből) 102' |

| Olimpiai Stadion, Róma Nézőszám: 67944 Játékvezető: Paolo Valeri |

| Juventus | Internazionale |

| GK                   | 36                   | Mattia Perin          |           |     |
| RB                   | 6                    | Danilo                |           | 41' |
| CB                   | 4                    | Matthijs de Ligt      |           |     |
| CB                   | 3                    | Giorgio Chiellini     |           | 84' |
| LB                   | 12                   | Alex Sandro           |           | 91' |
| RM                   | 11                   | Juan Cuadrado         |           |     |
| CM                   | 28                   | Denis Zakaria         |           | 67' |
| CM                   | 25                   | Adrien Rabiot         |           |     |
| LM                   | 20                   | Federico Bernardeschi |           | 67' |
| SS                   | 10                   | Paulo Dybala          |           | 99' |
| CF                   | 7                    | Dušan Vlahović        |           |     |
| Cserék:              |                      |                       |           |     |
| GK                   | 1                    | Wojciech Szczęsny     |           |     |
| GK                   | 23                   | Carlo Pinsoglio       |           |     |
| DF                   | 17                   | Luca Pellegrini       |           | 91' |
| DF                   | 19                   | Leonardo Bonucci      |           | 67' |
| DF                   | 24                   | Daniele Rugani        |           |     |
| MF                   | 5                    | Arthur                |           | 84' |
| MF                   | 27                   | Manuel Locatelli      | 90+2'     | 67' |
| MF                   | 41                   | Hans Nicolussi        |           |     |
| MF                   | 47                   | Fabio Miretti         |           |     |
| FW                   | 9                    | Álvaro Morata         |           | 41' |
| FW                   | 18                   | Moise Kean            |           | 99' |
| FW                   | 38                   | Marley Aké            |           |     |
| Vezetőedző:          |                      |                       |           |     |
| Massimiliano Allegri | Massimiliano Allegri | Massimiliano Allegri  | 83′, 104′ |     |

| GK             | 1  | Samir Handanović    |      |       |      |
| CB             | 37 | Milan Škriniar      |      |       |      |
| CB             | 6  | Stefan de Vrij      |      |       |      |
| CB             | 33 | Danilo D’Ambrosio   |      | 64'   |      |
| RM             | 36 | Matteo Darmian      |      | 64'   |      |
| CM             | 23 | Nicolò Barella      |      |       |      |
| CM             | 77 | Marcelo Brozović    | 55'  |       |      |
| CM             | 20 | Hakan Çalhanoğlu    |      | 90+1' |      |
| LM             | 14 | Ivan Perišić        |      |       |      |
| CF             | 10 | Lautaro Martínez    |      | 90+1' |      |
| CF             | 9  | Edin Džeko          |      | 63'   |      |
| Cserék:        |    |                     |      |       |      |
| GK             | 21 | Alex Cordaz         |      |       |      |
| GK             | 97 | Ionuț Radu          |      |       |      |
| DF             | 2  | Denzel Dumfries     |      | 64'   |      |
| DF             | 13 | Andrea Ranocchia    |      |       |      |
| DF             | 18 | Robin Gosens        |      |       |      |
| DF             | 32 | Federico Dimarco    |      | 64'   | 116' |
| DF             | 95 | Alessandro Bastoni  |      |       | 116' |
| MF             | 5  | Roberto Gagliardini |      |       |      |
| MF             | 22 | Arturo Vidal        | 119' | 90+1' |      |
| FW             | 7  | Alexis Sánchez      |      | 90+1' |      |
| FW             | 19 | Joaquín Correa      |      | 63'   |      |
| FW             | 88 | Felipe Caicedo      |      |       |      |
| Vezetőedző:    |    |                     |      |       |      |
| Simone Inzaghi |    |                     |      |       |      |

| A mérkőzés embere: Ivan Perišić (Internazionale) Asszisztensek: Alessandro Giallatini Fabiano Preti Negyedik játékvezető: Simone Sozza Salvatore Longo Videobíró: Aleandro Di Paolo Video játékvezető asszisztens: Rosario Abisso | Meccsszabályok - 90 perc játékidő. - Döntetlen esetén 30 perc hosszabbítás. - Ezt követően büntetőrúgások következnek, ha továbbra sincs döntés. - Tizenkettő cserejátékos nevezhető. - Maximum öt cserelehetőség, hosszabbítás esetén hat. |